# Diaethria anna
La mariposa del 88 (Diaethria anna) es una especie de lepidóptero perteneciente a la familia Nymphalidae. Es originaria de los bosques húmedos tropicales de Misiones al norte de Argentina. En raras ocasiones, se han podido encontrar al sur de Texas y en Colombia.

## Descripción
Su parte dorsal es de color marrón oscuro con una banda de color verde azulado metálico en las alas anteriores. La parte inferior de las alas anteriores es de color rojo, que es seguida por una banda ancha negra y puntas blancas; la parte inferior de las alas posteriores es de color blanco, con líneas que se aproximan a un  «88» en color negro, dando a la especie su nombre común.
Las orugas se alimentan de plantas tropicales pertenecientes a la familia del olmo,  de Sapindus y Trema. Los adultos se alimentan de frutas en descomposición.

## Subespecies
Las subespecies son:
- Diaethria anna anna
- Diaethria anna mixteca
- Diaethria anna salvadorensis